# Xysticus trizonatus
Xysticus trizonatus là một loài nhện trong họ Thomisidae.
Loài này thuộc chi Xysticus. Xysticus trizonatus được Hirotsugu Ono miêu tả năm 1988.